# Verfeil (Tarn-et-Garonne)
Verfeil település Franciaországban, Tarn-et-Garonne megyében. Lakosainak száma 406 fő (2022. január 1.). Verfeil Najac, Espinas, Féneyrols, Ginals és Varen községekkel határos.

## Népesség
A település népessége az elmúlt években az alábbi módon változott:
| Lakosok száma | 327  | 334  | 377  | 395  | 416  | 416  | 426  | 429  | 406  |
|               | 2013 | 2015 | 2016 | 2017 | 2018 | 2019 | 2020 | 2021 | 2022 |